# Vonovia
Die Vonovia SE ist ein privates Wohnungsunternehmen mit Hauptsitz in Bochum. Es geht auf die 2001 gegründete Deutsche Annington zurück, die vormals bundeseigene Eisenbahnerwohnungen kaufte. Durch die Übernahme der Buwog, Conwert, Gagfah, Viterra und anderer Unternehmen konnte sich Vonovia erheblich vergrößern. Mittlerweile gehört auch die Deutsche Wohnen zur Gruppe.
Vonovia und die anderen Unternehmen des Konzerns besitzen über 545.919 Wohnungen in Deutschland, Schweden und Österreich (Stand: 31. Dezember 2023). Dazu kommen 71.424 Wohnungen Dritter. Der Bestand wird in Quartieren bewirtschaftet, um regionale und soziale Bedürfnisse zu erfüllen. Das Unternehmen erbringt wohnungsnahe Dienstleistungen, beispielsweise auf dem Gebiet der Energieversorgung.
Dieses Geschäftsmodell von Vonovia, Deutsche Wohnen und Co. steht seit Jahren in der Kritik. Beobachter sehen generell eine zu große Macht bei börsennotierten Immobilienkonzernen und fordern eine stärkere Orientierung am Gemeinwohl.

## Geschichte

### Übernahme von Eisenbahnerwohnungen
Die Bahnreform Ende der 1990er-Jahre führte zur Privatisierung von Eisenbahnerwohnungen. Zu den Interessenten zählte die Deutsche Annington, eine Tochtergesellschaft von Nomura Holdings. Obwohl das Unternehmen den höchsten Kaufpreis geboten hatte, entschied sich die Bundesregierung zunächst für ein anderes Konsortium. Dies wurde unter anderem vom Bundesrechnungshof kritisiert.
Im Jahr 2000 gab es neue Verhandlungen zwischen der Bundesregierung und Investoren. Daraus ging die Deutsche Annington als Gewinner hervor. Das Unternehmen erwarb rund 64.000 von 114.000 bestehenden Eisenbahnerwohnungen. Mietern wurden Sonderrechte gewährt, unter anderem ein lebenslanges Wohnrecht und eine Beschränkung von Mieterhöhungen. Gleichzeitig wurde Mietern der Erwerb ihrer Immobilie ermöglicht.
In den folgenden Jahren investierte die Deutsche Annington in weitere Eisenbahnerwohnungen, die noch im Eigentum des Bundes verblieben waren.

### Erwerb von Werkswohnungen
In den 2000er-Jahren kaufte das Unternehmen mehrere Bestände, etwa die Werkswohnungen des Energiekonzerns RWE. 2003 stellte auch E.ON sein Immobiliengeschäft zum Verkauf. 2005 erwarb die Deutsche Annington schließlich die Gesellschaft Viterra mit 152.000 Wohnungen. Es handelte sich um die bis dahin größte Transaktion dieser Art in Deutschland. Die EU-Kommission genehmigte die Übernahme ohne Auflagen. Die Deutsche Annington baute hunderte Stellen bei Viterra ab, vorrangig in der Verwaltung. Die bisherigen Zentralen in Essen und Düsseldorf wurden in Bochum konsolidiert.
Die Deutsche Annington erzielte ihre Rendite mit einer Kombination aus der Vermietung und dem Verkauf von Wohnungen. Auf diesem Weg wurden die notwendigen Mittel beschafft, um das Portfolio zu vergrößern. 2005 stieß diese Strategie an erste Grenzen und 2007 gab die Deutsche Annington die Abkehr von Mieterprivatisierungen bekannt.
Es wurde ein Börsengang in Erwägung gezogen, um die Finanzierung des Unternehmens zu sichern. Die globale Wirtschafts- und Finanzkrise ab 2007 erschwerte den Zugang zu günstigem Fremdkapital. Um eine existenzbedrohende Situation zu vermeiden, stimmten die Gläubiger einer Umschuldung zu. Die Eigentümer stellten ebenfalls zusätzliches Kapital zur Verfügung.

### Erstnotierung an der Börse
2013 rückte ein Börsengang der Deutschen Annington wieder auf die Agenda. Hierfür wurde der ehemalige Bertelsmann-Vorstand Rolf Buch als Vorstandsvorsitzender verpflichtet. Er stellte vorwiegend die Größe des Unternehmens und damit das skalierbare Geschäftsmodell als entscheidendes Differenzierungsmerkmal heraus.
Der Anstieg der Leitzinsen dämpfte das Interesse potenzieller Investoren. Die Deutsche Annington platzierte ihre Aktien mit einem geringeren Volumen und einem reduzierten Ausgabepreis an der Frankfurter Wertpapierbörse. Auf diesem Weg reduzierte das Unternehmen seine Schuldenlast. Mit dem Ausstieg des Finanzinvestors Terra Firma als größter Aktionär stieg der Streubesitz auf 90 %.
2014 wurde die Deutsche Annington in den MDAX aufgenommen. Im September 2015 folgte der Aufstieg in den DAX als erster Vertreter der Immobilienwirtschaft im deutschen Leitindex. Die Medien berichteten positiv über die Vervielfachung des Marktwertes.

### Akquisitorisches Wachstum
2003 berichteten Medien über das Interesse der Deutsche Annington an der Immobiliengruppe Gagfah. In den folgenden Jahren entwickelten sich die Geschäfte beider Gesellschaften sehr unterschiedlich. Ende 2014 bot die Deutsche Annington dann offiziell an, die Gagfah für rund 3,9 Milliarden Euro zu übernehmen. Nach Zustimmung der Aktionäre und der Kartellbehörden wurde die Transaktion im März 2015 abgeschlossen. Sie betraf rund eine Million Mieter in Deutschland.
2015 stimmte die Hauptversammlung für eine Umbenennung in Vonovia. Weitgehend unverändert blieb die Strategie, vorwiegend durch Übernahmen zu wachsen. Dabei konzentrierte sich der Konzern auf Europa. 2016 wurde die österreichische Conwert Immobilien mit 24.500 Wohnungen erworben, 2018 die österreichische Buwog mit 49.000 Wohnungen. 2018/2019 kaufte Vonovia die beiden schwedischen Wohnungsunternehmen Victoria Park und Hembla.
Zwischenzeitlich gab es auch Beteiligungen an anderen Wohnungsunternehmen, etwa in Frankreich. Diese wurden wieder verkauft.

### Übernahme der Deutsche Wohnen
Vonovia plante mehrfach die Übernahme der Deutsche Wohnen (DW), nicht zuletzt um eine Fusion mit der LEG zu verhindern. Vonovia scheiterte aber mehrfach am mangelnden Interesse der Aktionäre. Mitte 2021 sicherte sich der Konzern schließlich im dritten Anlauf die Mehrheit. Nachdem der Streubesitz unter die Schwelle von 10 % gesunken war, schied die Deutsche Wohnen aus dem DAX aus, ist aber weiterhin börsennotiert. Der aus Vonovia und Deutsche Wohnen kombinierte Konzern wird mit Verwaltungen in Bochum (Vonovia) und Berlin (Deutsche Wohnen) geführt.

### Neubauaktivitäten und Wohnungsknappheit
Zuletzt profitierte das Unternehmen von der steigenden Nachfrage nach Wohnraum in Form steigender Mieten. Zugleich belasteten höhere Baukosten und Zinsen das Geschäft aller Immobilien- und Wohnungsunternehmen, die auch Wohnungsbau betreiben. Allerdings konnte Vonovia in der Zeit niedrigerer Zinsen bis 2020 keine eigene Neubauaktivität vorweisen und stoppte den Neubau von 60.000 Wohnungen ab dem Jahr 2023. Das gesamtwirtschaftliche Umfeld führte auch bei Vonovia zu Abschreibungen auf das Portfolio. Teile des Portfolios wurden verkauft, um den Schuldenstand zu reduzieren.
2023 übernahm ein Investmentfonds von Apollo Global Management einen Minderheitsanteil am „Südewo-Portfolio“ (ehemals Süddeutsche Wohnen). 2024 verkaufte Vonovia rund 4500 Wohnungen im Gesamtwert von 700 Millionen Euro an das Land Berlin.

## Geschäftstätigkeit

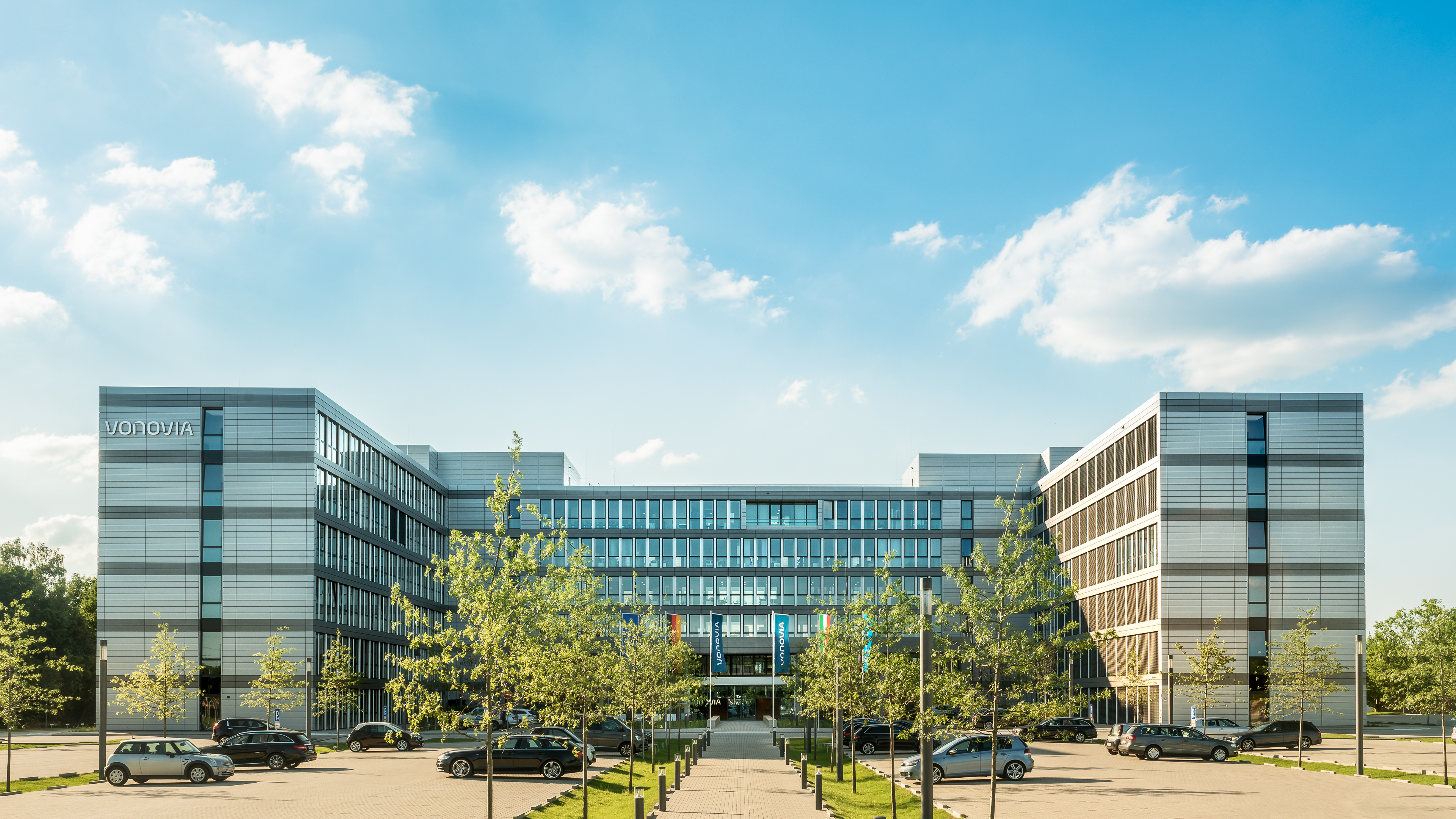
Hauptverwaltung von Vonovia in Bochum (2018)

### Konzernstruktur
Die Vonovia SE ist eine Europäische Gesellschaft (Societas Europaea, SE) mit Hauptsitz in Bochum. Gegenstand ist der Betrieb von Immobiliengeschäften und damit zusammenhängende Aktivitäten jedweder Art.  Die Vonovia SE stellt den Abschluss des Vonovia-Konzerns auf. Zum Konsolidierungskreis zählen zahlreiche in- und ausländische Gesellschaften. Die Deutsche Wohnen bildet einen selbstständigen Teilkonzern.

### Börsennotierung
Die Vonovia-Aktie wird unter dem Kürzel VNA im regulierten Markt der Frankfurter Wertpapierbörse gehandelt. Erster Handelstag war der 11. Juli 2013 (damals als Deutsche Annington).
Nach Definition der Deutschen Börse befinden sich über 85 % der Aktien im Streubesitz (Stand: März 2023). Zu den größten Aktionären zählen die Norges Bank, BlackRock sowie APG und DWS. Rund zwei Drittel der Aktionäre stammen aus Europa, etwa 20 % aus den USA.
Die Vonovia-Aktie ist unter anderem Teil des DAX 40 und des STOXX EUROPE 600.

### Vorstand
Der Vorstand der Vonovia SE hat derzeit (Stand: Oktober 2023) fünf Mitglieder. Diese sind Rolf Buch (Vorsitzender), Arnd Fittkau, Philip Grosse, Daniel Riedl und Ruth Werhahn.
Ehemalige Vorstandsvorsitzende
- Volker Riebel (Juli 2001 bis Dezember 2006)
- Georg Kulenkampff (Dezember 2006 bis März 2007)
- Wijnand Donkers (Mai 2007 bis September 2012)

### Aufsichtsrat
Der Aufsichtsrat der Vonovia SE besteht aus zwölf Personen. Den Vorsitz hat Clara C. Streit, ihr Stellvertreter ist Vitus Eckert. Weitere Mitglieder des Aufsichtsrats sind Jürgen Fenk, Florian Funck, Ute Geipel-Faber, Daniela Gerd tom Markotten, Matthias Hünlein, Hildegard Müller, Ariane Reinhart und Christian Ulbrich.
Ehemalige Aufsichtsratsvorsitzende
- Jürgen Fitschen (Mai 2018 bis Mai 2023)
- Edgar Ernst (September 2017 bis Mai 2018)
- Wulf Bernotat (Juni 2013 bis August 2017)
- Guy Hands (Juli 2001 bis Juni 2013)

### Portfolio
Im Geschäftsjahr 2022 bestand das Portfolio aus 548.524 Wohneinheiten, 164.330 Garagen und Stellplätzen sowie 8.838 gewerblichen Einheiten. Hinzu kommen 72.779 Wohneinheiten, die im Auftrag Dritter bewirtschaftet werden. Die meisten Objekte sind Mehrfamilienhäuser.
Der Bestand von Vonovia verteilt sich auf 628 Städte und Gemeinden in Deutschland, Schweden und Österreich. Gemessen am Verkehrswert liegt der Schwerpunkt zu rund 89 % in Deutschland. Der Anteil des schwedischen Portfolios beträgt 8 %, der Anteil des österreichischen Portfolios 3 %.
In Deutschland besitzt Vonovia 487.659 Wohneinheiten mit einer durchschnittlichen Größe von 61 m². Bei einer Leerstandsquote von 1,8 % wurde im Geschäftsjahr 2022 eine Kaltmiete von 7,40 € pro m² erzielt. Regionale Schwerpunkte liegen in Berlin und dem Ruhrgebiet.
Der schwedische Wohnungsbestand (39.453 Wohneinheiten mit einer Größe von durchschnittlich 71 m²) verteilte sich in erster Linie auf die Städte Stockholm, Göteborg und Malmö. Bei einem Leerstand von 3,4 % konnte im Jahr 2022 eine Miete von 9,73 € pro m² erzielt werden.
In Österreich liegt der Schwerpunkt auf dem Großraum Wien. Dort besitzt der Konzern 21.412 Wohneinheiten mit einer Größe von durchschnittlich 74 m². Bei einem Leerstand von 4,9 % nahm das Unternehmen eine Kaltmiete von monatlich 5,18 € je m² ein.

### Kennzahlen
| in Mio. Euro                         | 2014    | 2015     | 2016     | 2017     | 2018     | 2019     | 2020     | 2021      | 2022      | 2023     |
| ------------------------------------ | ------- | -------- | -------- | -------- | -------- | -------- | -------- | --------- | --------- | -------- |
| Bilanzsumme                          | 5.309,9 | 11.735,3 | 32.552,1 | 37,516,3 | 49.387,6 | 56.497,7 | 62.417,4 | 106.320,3 | 101.389,6 | 91.995,9 |
| Eigenkapital                         | 2.670,1 | 7.164,3  | 13.888,4 | 16.691,2 | 19.664,1 | 21.069,7 | 24.831,8 | 36.545,1  | 34.438,8  | 29.944,6 |
| Eigenkapitalquote                    | 40,4 %  | 38,3 %   | 42,7 %   | 44,5 %   | 39,8 %   | 37,3 %   | 39,8 %   | 34,4 %    | 34,0 %    | 32,5 %   |
| Mieteinnahmen                        | 789,3   | 1.414,6  | 1.538,1  | 1.667,9  | 1.894,2  | 2.074,9  | 2.285,9  | 2.571,9   | 3.168,1   | 3.292,0  |
| Gewinn (EBITDA nach IFRS)            | 500,3   | 838,4    | 1.083,7  | 1.271,8  | 1.534,4  | 1.579,6  | 1.822,4  | 2.269,3   | 2.763,1   | 2.583,8  |
| Cashflow aus betrieblicher Tätigkeit | 453,2   | 689,8    | 828,9    | 946,0    | 1.132,5  | 1.555,9  | 1.430,5  | 1.823,9   | 2.084,3   | 1.901,2  |
| Periodenergebnis                     | 409,7   | 994,7    | 2.512,9  | 2.566,9  | 2.402,8  | 1.294,3  | 3.340,0  | 2.440,5   | -669,4    | -6.756,2 |

Dividendenentwicklung 2014–2024
| Zahltag  | Dividende | + / -    | Rendite |
| -------- | --------- | -------- | ------- |
| 04.06.24 | 0,90      | 5,88 %   | 3,07 %  |
| 14.06.23 | 0,85      | −48,80 % | 4,51 %  |
| 25.05.22 | 1,66      | 4,78 %   | 4,89 %  |
| 19.05.21 | 1,58      | 7,64 %   | 3,09 %  |
| 28.07.20 | 1,47      | 9,03 %   | 2,70 %  |
| 13.06.19 | 1,35      | 9,09 %   | 2,93 %  |
| 07.06.18 | 1,24      | 17,86 %  | 3,10 %  |
| 16.06.17 | 1,05      | 19,15 %  | 2,90 %  |
| 13.05.16 | 0,88      | 26,65 %  | 2,94 %  |
| 04.05.15 | 0,70      | 11,43 %  | 2,48 %  |
| 12.05.14 | 0,62      | -        | 3,21 %  |

## Kritik

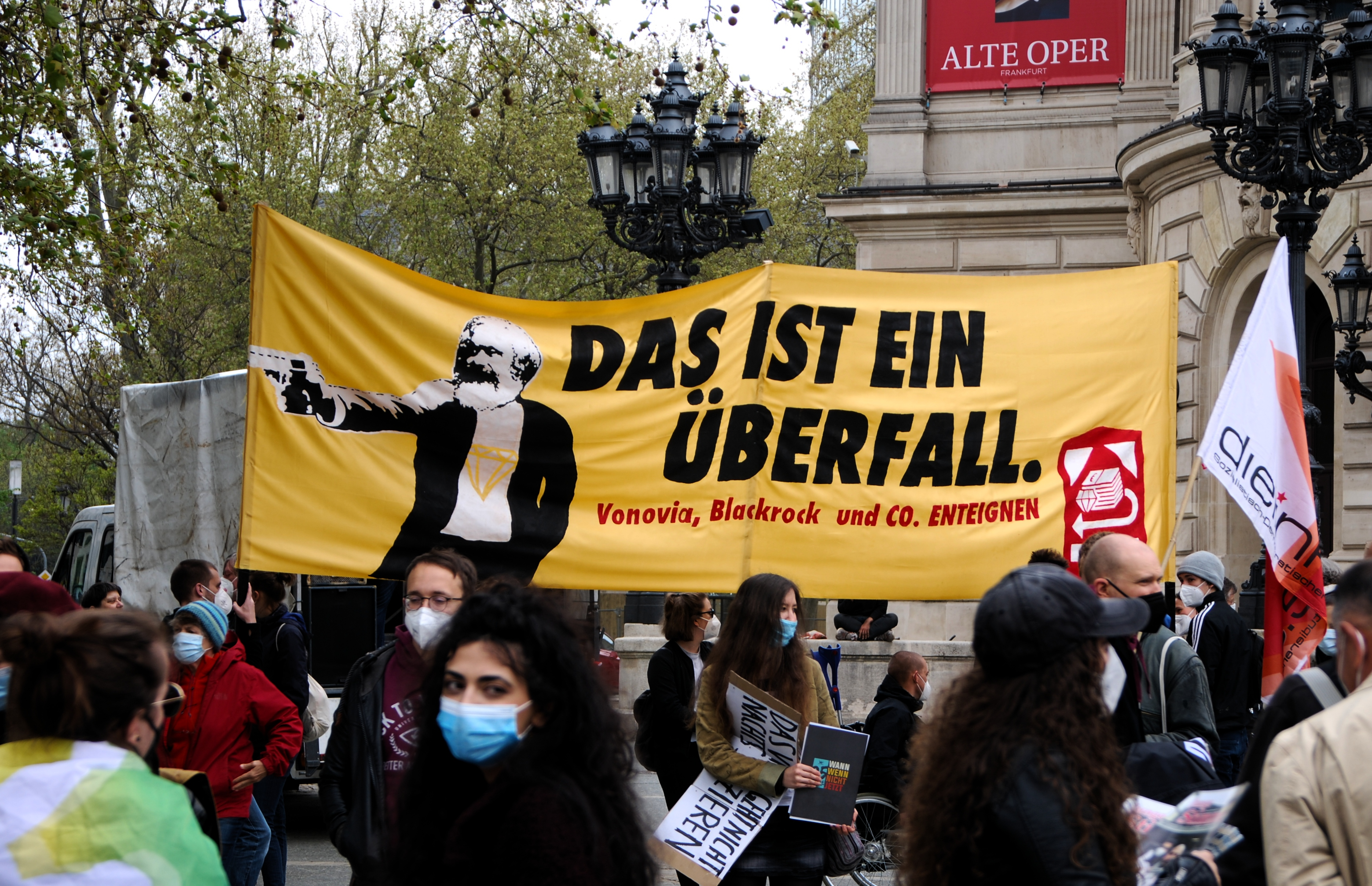
Protest gegen Vonovia auf der Ersten Mai Demo in Frankfurt/Main

### Mangelhafte Instandhaltung
Bereits 2005 bemängelten Politiker das kurzfristige Gewinnstreben der Deutschen Annington und sprachen generell von einer „Heuschreckenplage“ auf dem Wohnungsmarkt. Im Laufe der Jahre kam in vielen Regionen wiederholt der Vorwurf auf, man kümmere sich nur unzureichend um die Instandhaltung der Liegenschaften. Dies bestätigte ein 2012 veröffentlichtes Gutachten im Auftrag der Enquete-Kommission Wohnungswirtschaftlicher Wandel und neue Finanzinvestoren für NRW. 2014 kritisierte auch der WDR in der Dokumentation „Die Akte Annington“ der Reihe „Die Story“ die mangelhafte Qualität der Wohnungen nach dem Erwerb durch die Deutsche Annington.
2015 bezeichnen Vertreter von Vonovia den Sparkurs früherer Jahre ausdrücklich als Fehler. Obwohl Vonovia ursprünglich mehr für Instandhaltungen und Modernisierungen ausgeben wollte, reduzierte man 2019 die Aktivitäten in diesem Bereich.

### Teure Modernisierung
Als Folge verschleppter Instandhaltungen kam es zu teuren Modernisierungen, deren Kosten auf die Mieter umgelegt wurden. Betroffen waren insbesondere Großstädte wie Hamburg, Hannover oder Mainz. Mitunter versuchte die Deutsche Annington, eine Pauschale für Reparaturen aus der Miete herauszurechnen, um eine Mieterhöhung im Einvernehmen mit dem Mietspiegel durchzusetzen. Diese Praxis wurde jedoch 2011 vom Bundesgerichtshof untersagt. Vertreter des Mieterbundes kritisierten, das Unternehmen betreibe „Modernisierung als Geschäft“ und wolle damit Gewinne machen. Mietern wurde geraten, sich fachkundigen Rat einzuholen.

### Abrechnung von Nebenkosten
Schon 2008 warnte der Deutsche Mieterbund vor überhöhten Nebenkostenabrechnungen der Deutschen Annington. Das Unternehmen versuche, „mit Tricks“ an Nachforderungen für Vorjahre zu kommen. Es gab Fälle, in denen Abrechnungen für weiter zurückliegende Jahre verschickt worden waren. Unzulässige Forderungen wie beispielsweise für Gartenholz begründete man mitunter mit technischen Problemen. Das MDR-Magazin Exakt riet Mietern von Vonovia, im Zweifel nachzurechnen und Widerspruch einzulegen. 2018 deckte Günter Wallraff mit seinem Team in einem Beitrag für RTL Fehler bei der Wartung einer Heizungsanlage in Witten-Heven auf. Die Mieter sollten für Heizungsventile zahlen, die noch gar nicht verbaut wurden. Die Verbraucherzentrale NRW mahnte 2018 mehrere Firmen der Unternehmensgruppe ab, weil die Mietverträge eine Klausel enthielten, mit der – ohne gesonderte Unterschrift – gleichzeitig ein Energielieferungsvertrag abgeschlossen wurde. Nach der Güteverhandlung in einem Musterprozess vor dem Landgericht Bochum gegen eine der Gesellschaften, haben alle Unternehmen erklärt, künftig auf die Klausel zu verzichten.
2019 kündigten Mietervereine eine Musterfeststellungsklage gegen das Unternehmen aufgrund ungerechtfertigter Abrechnungen an. Vonovia wies die Vorwürfe zurück. Das Klageregister des Bundesamts für Justiz, in dem Angaben bis zum Schluss des dritten Jahres nach rechtskräftigem Abschluss des Verfahrens aufbewahrt werden, enthält keine Musterfeststellungsklage gegen Vonovia.
Im Februar 2021 haben 28 regionale Mietervereine in einem offenen Brief den Vorstand der Aktiengesellschaft aufgefordert, „korrekte und transparente Abrechnungen für alle Vonovia-Mieter“ vorzulegen.